# آداچی توئوموتو
آداچی توئوموتو (به ژاپنی: 足立 遠元 あだち とおもと)؛ تولد ۱۱۳۰ – مرگ نامشخص، سیاستمدار اهل ژاپن بود. یک فرمانده نظامی از اواخر دوره هی‌آن تا اوایل دوره کاماکورا. جد خاندان آداچی. مستقر در منطقه آداچی، استان موساشی (در حال حاضر بخش آداچی، توکیو تا ناحیه کیتا آداچی، استان سایتاما). ویرانه‌های عمارت او را می‌توان در مکان‌های مختلفی از جمله شهر اوکه گاوا و شهر سایتامای امروزی یافت.
«آداچی توئوموتو» به عنوان یکی از اعضای سیستم شورای سیزده نفره انتخاب شد، یک سیستم رهبری جمعی متشکل از ۱۳ گوکه‌نین (جنگجویان سامورایی که مستقیماً به شوگونی از شوگون‌سالاری کاماکورا خدمت می‌کردند). آداچی یک فرمانده نظامی  در طول چهار نسل، از میناموتو نو یوشیتومو تا میناموتو نو یوریتومو، میناموتو نو یوری‌ایه و میناموتو نو سانه‌تومو بود که به خاندان گنجی خدمت می‌کرد به ویژه خدمت او به میناموتو نو یوشیتومو ارزشمند بود. گفته می‌شود استعداد ادبی و نظامی زیادی داشت و نقش فعالی در شوگون‌سالاری کاماکورا ایفا کرد.